# ATP Challenger Hongkong-2
Der ATP Challenger Hongkong (offiziell: Hongkong Challenger) war ein Tennisturnier, das von 1989 bis 1993 sowie 1999 in Hongkong stattfand.  Es gehörte zur ATP Challenger Tour und wurde im Freien auf Hartplatz gespielt. Tommy Ho ist mit je einem Titel in Einzel und Doppel einziger mehrfacher Turniersieger.

## Liste der Sieger

### Einzel
| Jahr                         | Sieger                | Finalgegner           | Ergebnis              |
| ---------------------------- | --------------------- | --------------------- | --------------------- |
| 1999                         | Stéphane Huet         | Gōichi Motomura       | 6:4, 4:6, 6:1         |
| 1998                         | Finale nicht gespielt | Finale nicht gespielt | Finale nicht gespielt |
| 1994–1997: nicht ausgetragen |                       |                       |                       |
| 1993                         | David Engel           | Oliver Fernández      | 6:1, 1:0 aufgg.       |
| 1992                         | Tommy Ho              | Greg Rusedski         | 4:6, 6:4, 7:6         |
| 1991                         | Bernd Karbacher       | Greg Rusedski         | 6:2, 3:6, 6:1         |
| 1990                         | Christian Saceanu     | Felix Barrientos      | 6:4, 6:1              |
| 1989                         | Johan Anderson        | Kim Bong-soo          | 7:5, 3:6, 6:4         |

### Doppel
| Jahr                         | Sieger                      | Finalgegner                       | Ergebnis              |
| ---------------------------- | --------------------------- | --------------------------------- | --------------------- |
| 1999                         | Neville Godwin Michael Hill | Mike Bryan Bob Bryan              | 3:6, 7:5, 7:6         |
| 1998                         | Finale nicht gespielt       | Finale nicht gespielt             | Finale nicht gespielt |
| 1994–1997: nicht ausgetragen |                             |                                   |                       |
| 1993                         | Tommy Ho Shūzō Matsuoka     | Dirk Dier Alexander Mronz         | 2:3 aufgg.            |
| 1992                         | Donald Johnson Leander Paes | Richard Matuszewski John Sullivan | 6:2, 7:6              |
| 1991                         | Luke Jensen Murphy Jensen   | Mike Briggs Trevor Kronemann      | kampflos              |
| 1990                         | Neil Borwick Paul Wekesa    | Christian Geyer Christian Saceanu | 6:2, 6:2              |
| 1989                         | Steve Guy David Lewis       | Russell Barlow Gavin Pfitzner     | 6:4, 6:2              |